# گلوکن‌اشپیل
گلوکن‌اشپیل (به آلمانی: Glockenspiel) سازی است از دستهٔ سازهای کوبه‌ای با کوک معین که در آن از نوارهای فلزی برای تولید صوت استفاده می‌شود. این ساز شبیه زیلوفون است، با این تفاوت که صدایی زیر و زنگ‌وارتر دارد.
این ساز در اندازه‌های مختلفی ساخته می‌شود و بعضی از گونه‌های آن، به شکل جعبه بر روی پایه یا میز قرار می‌گیرد.

## نگارخانه

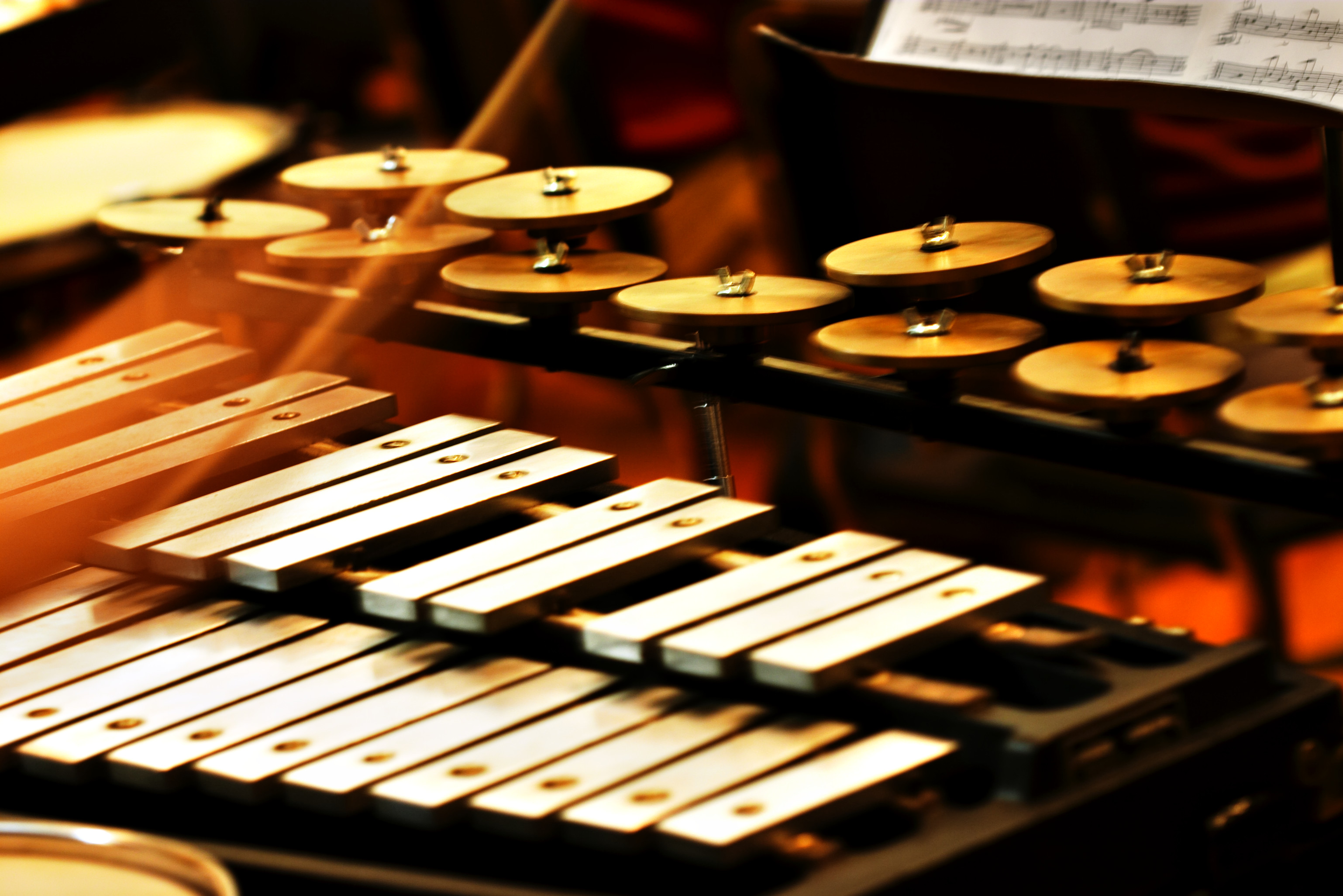
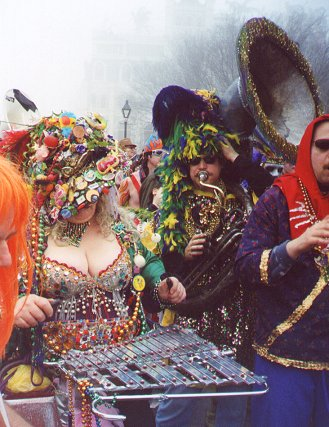
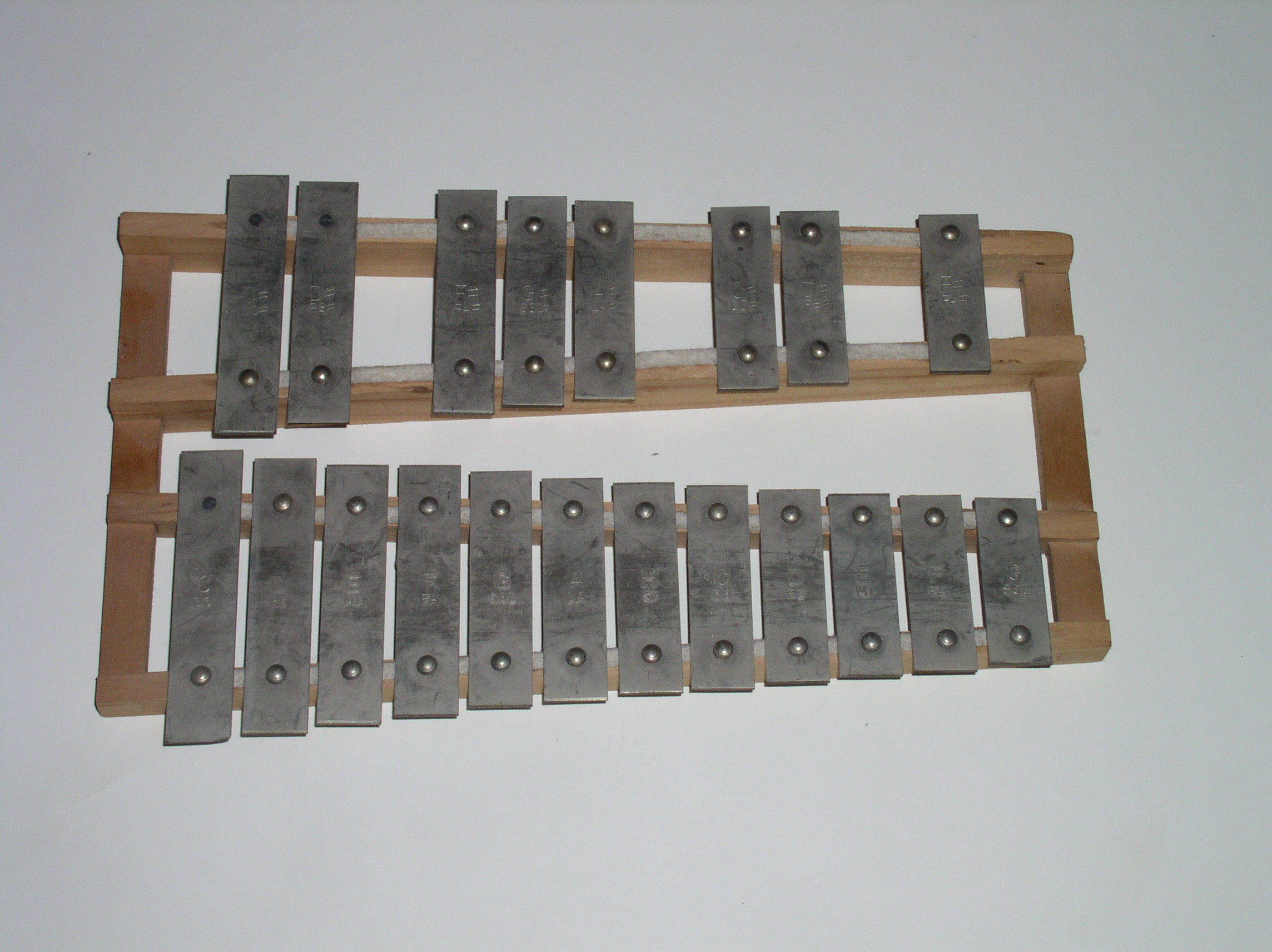
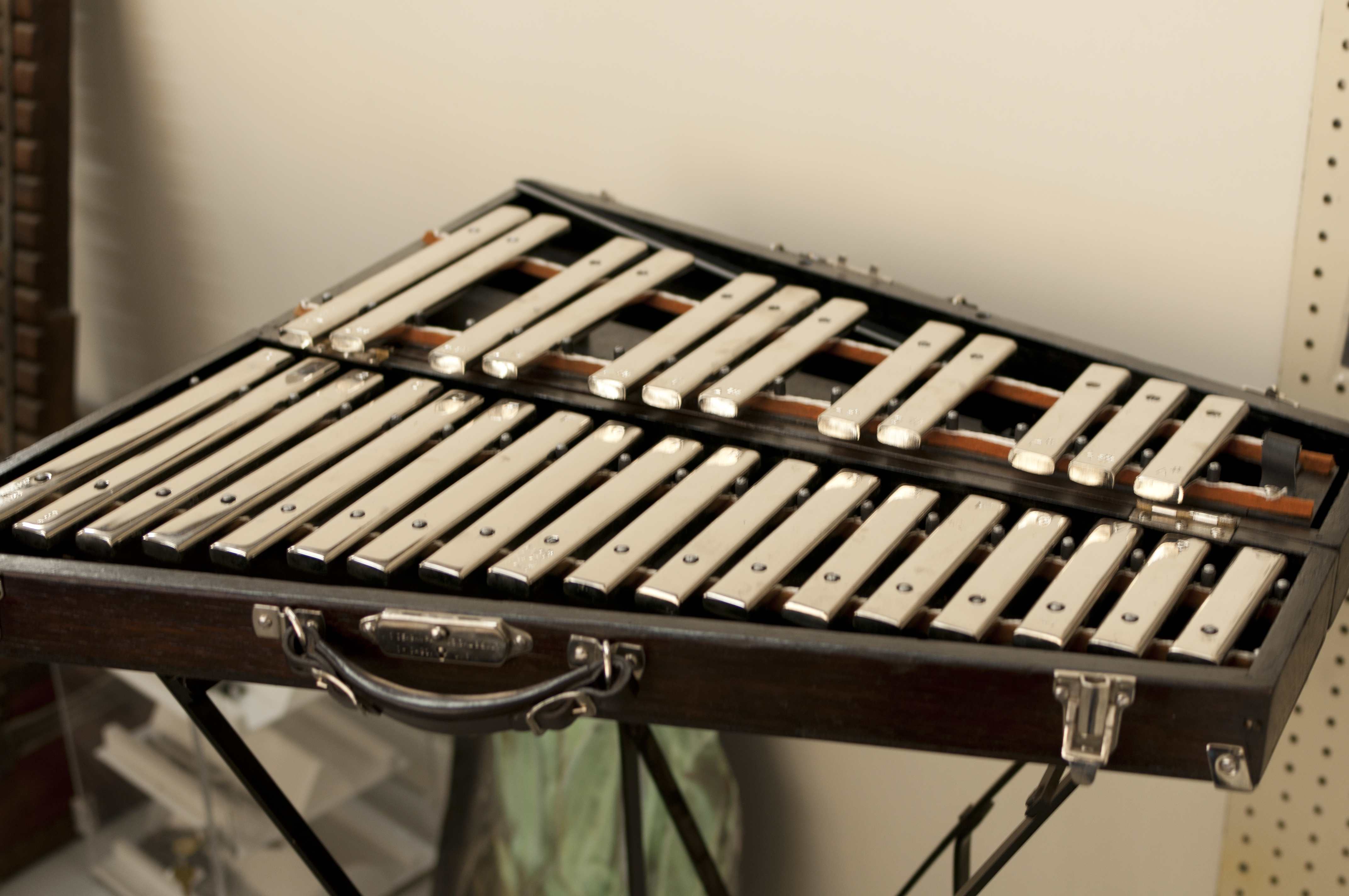
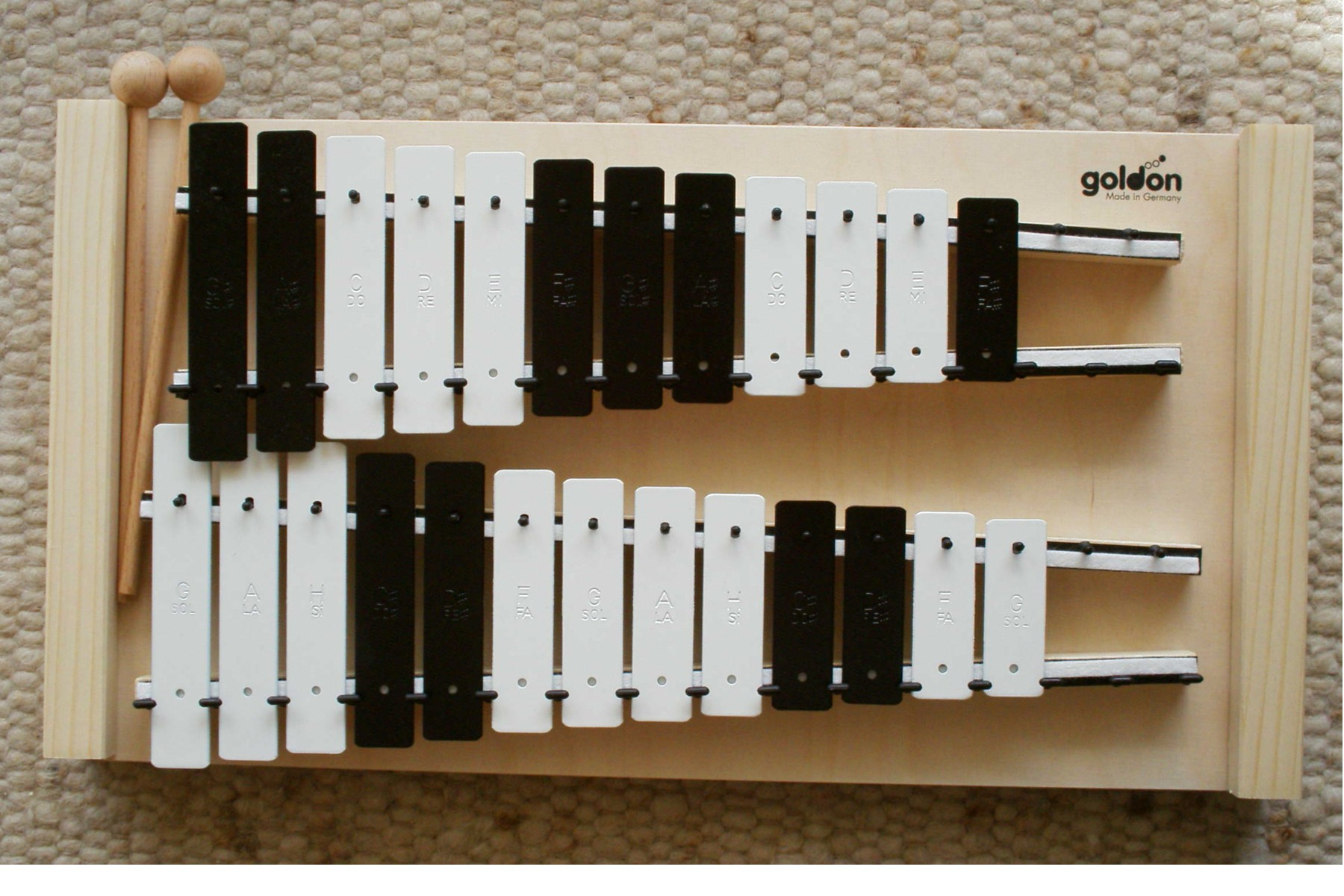